# Barrio Antiguo

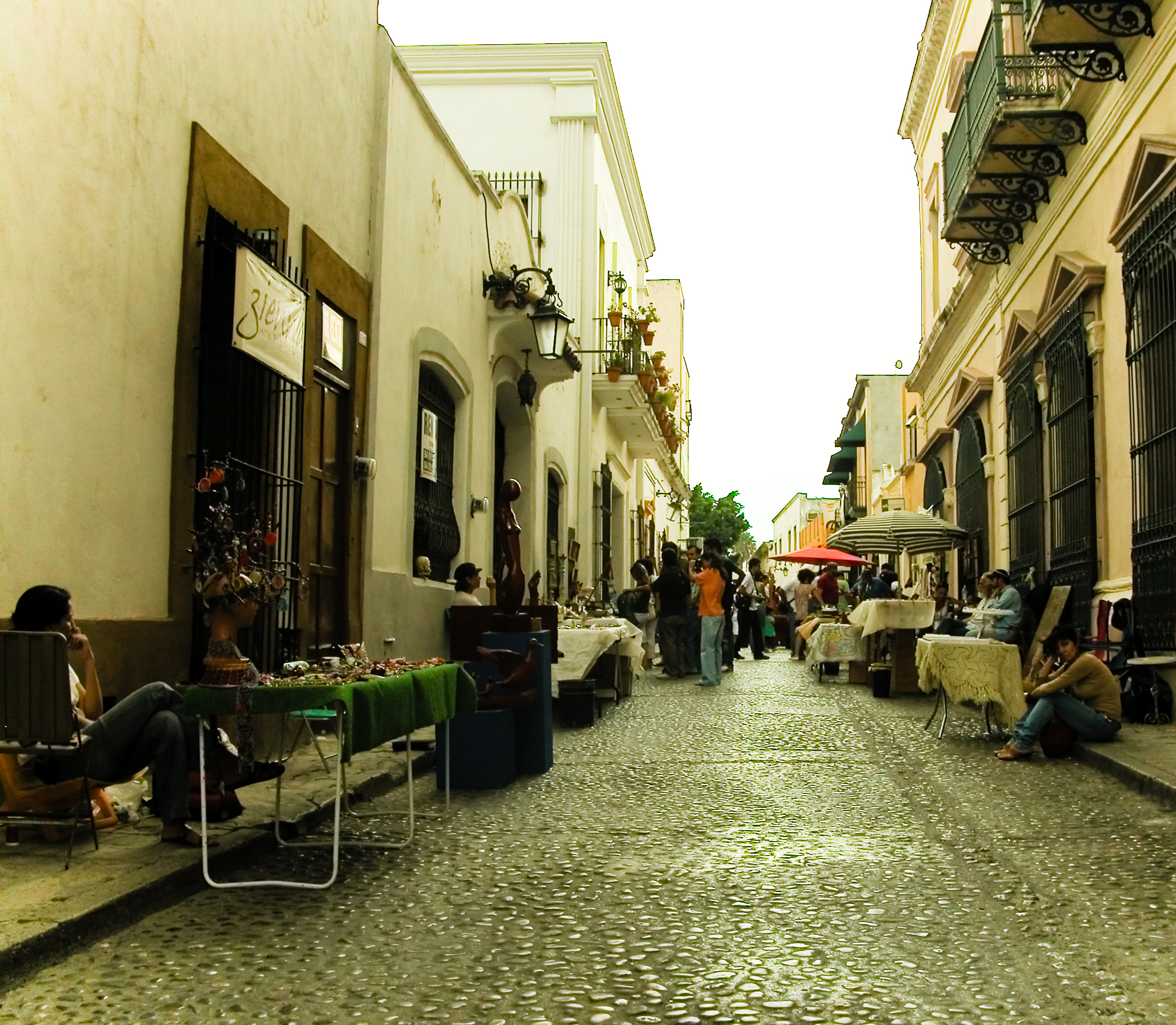
Vista del Callejón cultural o Corredor del Arte en la calle Mina en el Barrio Antiguo, que ocurre todos los domingos desde 1992.

El Barrio Antiguo es uno de los sectores más antiguos de Monterrey: data del siglo XVIII y está próximo al centro de la ciudad. Aquí se ubican viejas casonas, construidas en su mayoría de sillar, y algunas de sus calles importantes se encuentran empedradas. Actualmente ubicado a un lado del Palacio de Gobierno y la Macroplaza, originalmente abarcaba un mayor espacio que iba desde el río Santa Catarina hasta la calle 5 de mayo, de sur a norte y, de la calle Mina a la calle del Roble (hoy Avenida Benito Juárez), de oriente a poniente. Es considerado el corazón de la ciudad. En esa área se ubican las diferentes edificaciones que han sido sedes del poder regional desde que existió el Nuevo Reino de León (1582-1821) durante la época del Virreinato de la Nueva España y, desde el México independiente hasta la actualidad, como centro de la capital del territorio estatal llamado Nuevo León.
Respecto la historia de su edificación arqueológicamente hablando, el Monterrey más antiguo data desde los tiempos de la propia fundación de la ciudad a finales del siglo XVI. Sin embargo los edificios conservados en la actualidad datan en su mayoría del siglo XVIII en adelante. Solía ser el corazón comercial y cultural de la ciudad desde la época del Virreinato, hasta tiempos recientes durante la primera mitad del siglo XX, cuando otras partes de la ciudad empezaron a crecer más en detrimento del centro. Desde mediados del siglo pasado allí se vivió con un estilo de vida moderna, caracterizada por la construcción de hoteles, museos, bares, discotecas y restaurantes de cocina internacional (algunos aún conservados). Así hasta que por la despoblación y su parcial abandono eso tendió a bajar desde la década de los 1990 hasta tiempos recientes, pues actualmente existen proyectos en marcha para su restauración. Muchas casas de lo que antes era el barrio antiguo fueron demolidas para dar paso a la construcción de la Macroplaza a finales del siglo pasado. Durante la última década del siglo XX y la primera del XXI el Barrio Antiguo fue muy conocido como el centro de la vida nocturna de Monterrey debido a medidas ejercidas por el Estado en un intento fallido de crear reformas que empujaran la reactivación del centro urbano regio.
Desde el año 2006 debido a la inseguridad que azotaba desmedidamente a la ciudad de Monterrey, la actividad nocturna en el Barrio Antiguo casi llegó a terminarse, pero desde tiempos recientes debido a la relativa baja de la violencia muchos de los bares han logrado sobrevivir. Desde el año 2013 el gobierno cambió el modo en que se consideró al Barrio Antiguo. Se empezó un proyecto de restauración desde entonces, el cual busca construir un espacio de esparcimiento cultural y preservación del patrimonio histórico, por medio del cierre de algunas de sus calles ahora peatonalizadas (hasta ahora es el caso de la Calle Morelos) y la reactivación de negocios de carácter social o familiar. 

## Historia

### SiglosXVIyXVII-"Fundación, Ganaderos y el naciente Nuevo Reino de León"
Tras la definitiva y tercera fundación de "la Ciudad Metropolitana de Nuestra señora de Monterrey" por el malagueño Don Diego de Montemayor el 20 de septiembre de 1596, se empezaron las labores de construcción de las primeras casas, sin embargo a marcha lenta. Hasta la fecha no se ha podido definir con exactitud en dónde estuvieron los primeros asentamientos españoles, pues las casas estaban hechas de ladrillos de adobe (mezcla de tierra, paja y piedra comprimida, puesta a secar), siendo éste un material perecedero. Las primeras décadas del establecimiento del primer casco urbano se caracterizaron por tener ciertos reveses por los frecuentes ataques de los diferentes nativos de la zona y los diferentes embates climáticos.
Durante el siglo XVII se siguió usando el adobe como elemento base para la construcción, de hecho se continuó usado hasta entrado el siglo pasado en todo el noreste del actual México. Las calles de Monterrey fueron organizadas en un plano de cuadras o retículas, es decir que se organizaran en cuadrantes con la Plaza Mayor como eje central, según la planificación de las ciudades en toda la América española, de tendencia renacentista, de acuerdo a las llamadas Ordenanzas de Felipe II firmadas el año de 1576. 
Sin embargo el avance del casco urbano durante la primera mitad del siglo XVII sufrió un retroceso debido a que la ciudad pasó por su primer desastre natural; la inundación de sus calles por el desborde de los Ojos de Santa Lucía (en ese entonces existente) el año de 1612. Tras el desastre se decidió mover la Plaza Mayor de su posición a un poco más al sur, donde actualmente se ubica la Plaza Zaragoza. Un testimonio que hace mención de la situación durante la inundación es la escrita por el cronista, aventurero y militar Capitán Alonso de León, quien había estado en el Nuevo Reino de León desde que Diego Montemayor aún era el gobernador en 1609. Tres años después cuando desde hacía poco era gobernador Diego de Rodríguez, Alonso de León fue testigo de la inundación de la ciudad y escribió:

"En el año primero de su gobierno, que es en el que vamos, hubo una avenida en el canal del ojo de agua, que derribó la mitad de las casas de la ciudad; con que resolvió el justicia mayor pasar a la parte del Sur, por ser más alta que la del norte. Y así lo hizo con los cuerpos del Gobernador y su hijo, que trasladaron al convento nuevo."
Crónicas del Capitán Alonso de León, siglo XVII, Inundación de Monterrey de 1612

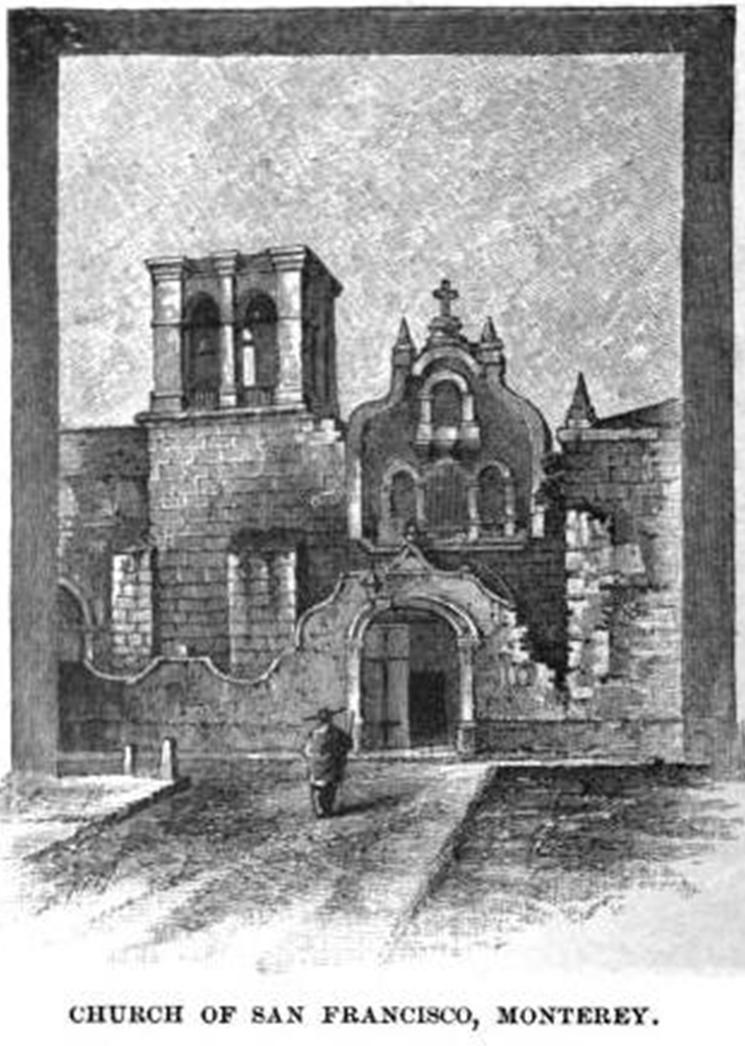
Litografía del Convento de los franciscanos de San Andrés, dibujada en 1887 por el estadounidense Hannah More Johnson. Este edificio mantuvo la forma con la que se construyó en el hasta que se perdió en el. Fue uno de los íconos arquitectónicos religiosos de Monterrey, por ello hoy en día figura en uno de los cuarteles del Escudo estatal de Nuevo León.

El cambio de lugar del centro urbano se debió además de que a un lado donde se estableció la nueva plaza principal desde hacía poco tiempo el Convento franciscano de San Andrés (el cual hasta hace unas décadas era el edificio más viejo aún conservado en el Barrio antiguo de Monterrey, hoy inexistente) había cobrado preeminencia sobre otras iglesias. Dicho edificio fue uno de los centros religiosos más importantes (fue también un panteón destacado, pues fue donde se trasladaron los cuerpos de los Montemayor, padre e hijo, tras la inundación) durante el siglo XVII y entrado el siguiente, hasta que la Catedral cobró paulatinamente mayor importancia. La Catedral tiene sus orígenes en un edificio llamado Iglesia Mayor, que sirvió como Parroquia de Monterrey. Iniciada a construir desde el año de 1626, en el siguiente siglo fue reemplazada por una nueva estructura más propia de la época, la cual actualmente se conserva. 
En el año de 1610 falleció Diego de Montemayor dejando el puesto de gobernador a su hijo, llamado igualmente Diego, apodado "el Mozo" para distinguirle de su padre. Aunque "el Mozo" duró poco en el cargo, pues perdió la vida un año después. Tras éste quedó en al mando un capitán llamado Diego de Rodríguez. Durante estos años se empezaron a levantar las llamadas "Casas reales", la zona del Barrio donde se construyeron los edificios de los más pudientes, el Ayuntamiento y las iglesias, todas ellas alguna vez en torno a la Plaza Mayor (hoy Plaza Zaragoza) y la Plaza del Mercado (hoy Plaza Hidalgo). Dichas construcciones en conjunto a otras configuraron la traza urbana del corazón de la ciudad. Uno de dichos edificios fue la "casona Real" o primer Palacio de Gobierno. La "casona Real" fue terminada el 27 de febrero de 1655, cuando era Gobernador Don Juan Alonso Bazán. Hoy dicho edificio no se conserva pues fue reemplazado por uno más adecuado al gusto arquitectónico de finales del siglo XIX, actualmente se conoce como el Palacio Metropolitano, sede actual del Museo Metropolitano de Monterrey. La "casona real" del siglo XVII tenía una apariencia parca y pobre; era de una planta, sin arcos corridos, tenía grandes ventanales y estaba construida con ladrillos simples de adobe. El casco urbano regiomontano a lo largo del siglo XVII fue de apariencia austera, sin apenas decoraciones y hecho con materiales baratos. La condición territorial casi aislada del resto del Virreinato y las largas distancias propiciaron que se generara  la vida de frontera (es decir el sistema social y de poblamiento surgido en los límites territoriales de los virreinatos hispánicos, como en el territorio de Río de la Plata y en Chile al sur, el Norte de México o el Suroeste de los EE. UU. actuales), caracterizada por los climas extremos (sequías, desbordes de ríos y heladas) y la hostilidad que se mantenía con diferentes grupos indígenas, que debido a que muchos eran grupos nómadas no podían realmente ser sometidos. Estas fueron en gran medida las causas por la cual que el crecimiento de Monterrey no despuntó significativamente hasta entrado el siglo XVIII, cuando se redujeron muchos de estos problemas. Un ejemplo que escenifica cómo fue el Monterrey del siglo XVII, es lo que describe Fray Felipe Galindo Chávez y Pineda, entonces Obispo de Guadalajara (por ende encargado de las cuestiones religiosas de Monterrey por la atadura de la intendencia religiosa del momento) visitó la ciudad en el año de 1697, cuando escribió:

"El Reino de Nuevo León consta de algunas poblaciones dispersas, mínimamente pobladas, constituyendo la mayoría de sus construcciones de pobrísimas chozas hechas a base de barreta y hechos de paja y hojas de palma."
Crónica de Fray Felipe Galindo Chávez y Pineda, año 1697

Durante este periodo la ciudad solo lo fue por nombre, pues el poblamiento de la misma sufrió muchos reveses. Sin embargo se logró construir una economía y una sociedad, que debido a las características del territorio en el Nuevo Reino de León pronto se desarrolló la ganadería y, con el tiempo sería zona de paso del ganado trashumante como parte del circuito establecido en el noreste de la Nueva España. Desde sus principios Monterrey (o el Nuevo Reino de León en general) se caracterizó económicamente por ser zona ganadera, productora de cueros y en algunos casos se cultivó la caña, sobre todo en las haciendas instaladas a los alrededores de la ciudad, así como otros productos agrícolas. Fueron estas cuestiones las que fundaron los pilares de la cultura macro-regional actual, pues fue desde entonces que en esa zona fronteriza del imperio surgió la primera imagen del vaquero o cowboy.
El casco central de Monterrey fue poblado durante esta época por españoles (principalmente castellanos y andaluces) y algunos portugueses; muchos de los primeros llegados fueron cristianos nuevos o conversos (incluso algunos fueron acusados de ser criptojudíos, como le ocurrió a Luis Carvajal y de la Cueva). También se pobló la ciudad con indígenas, venidos desde el sur. Muchos de ellos fueron tlaxcaltecas o pertenecientes de otros grupos que habían sido aliados de Hernán Cortés durante la conquista. Los tlaxcaltecas fueron parte importante del proceso colonizador de varias partes de la Nueva España, pues sirvieron para poblar las tierras como mano de obra, ya evangelizada e inserta en el sistema virreinal. Los mestizos también fueron parte de la sociedad neoleonesa desde pronto, que aunque al inicio no tuvieron mucha presencia debido a la situación de hostilidad constante entre los españoles y los nativos de la región, el poblamiento conjunto entre europeos e indígenas aliados permitiría el paulatino crecimiento de este grupo. Por otro lado la presencia de otros europeos, africanos subsaharianos o asiáticos en el Nuevo Reino de León durante los primeros dos siglos del Virreinato aunque fue posible, no se ha hecho un estudio al respecto.

### SiglosXVIIIyXIX-"Iglesia, Ciudad embellecida e Independencia"

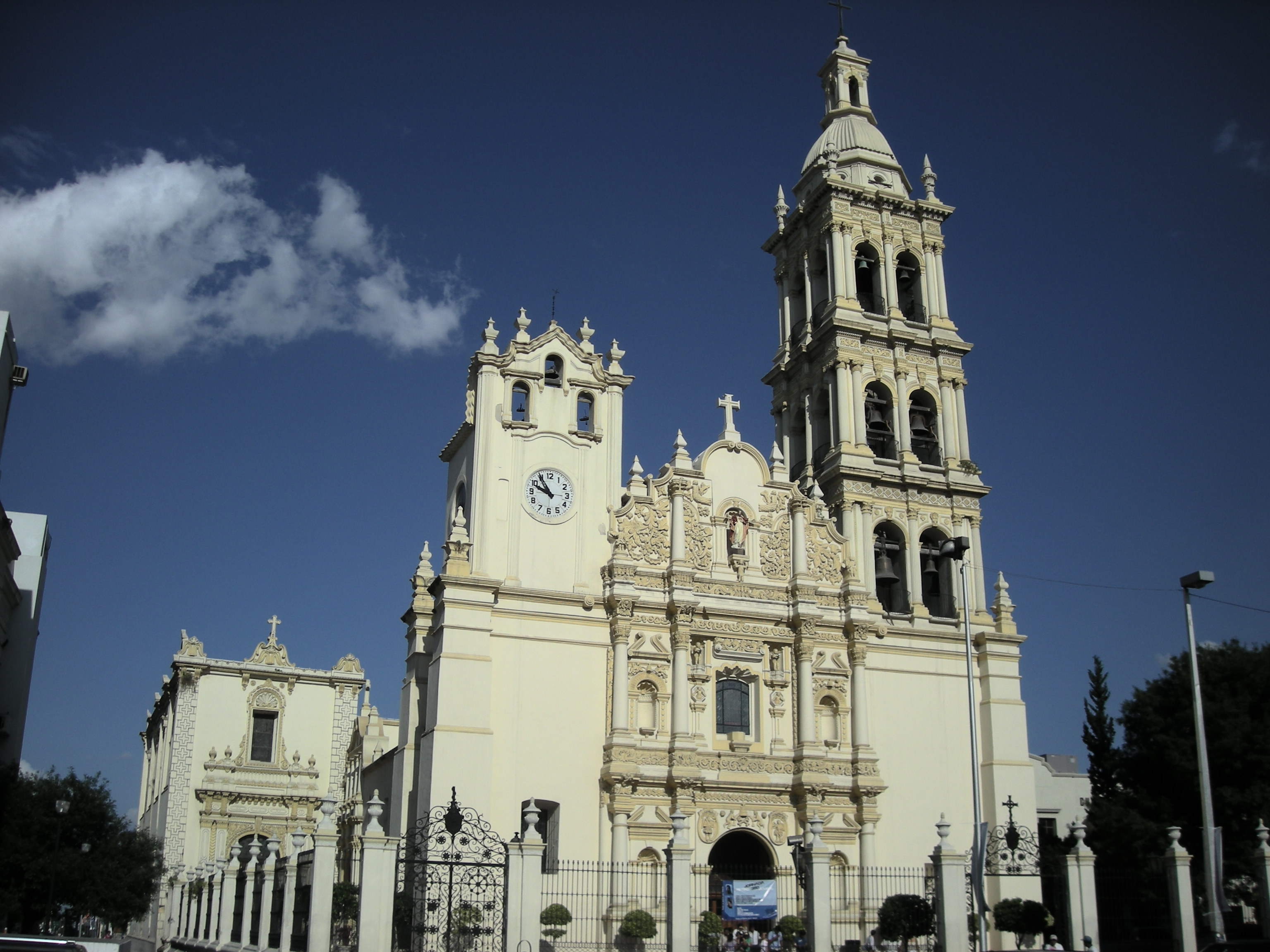
Imagen actual de la catedral de Monterrey

El siglo XVIII fue un periodo de cambios sociales, intelectuales y culturales que también cambiaron el aspecto urbano de las ciudades en Europa y en sus extensiones de ultramar, lo que significó que en Nueva España, Monterrey cambió a lo largo del siglo de la Ilustración. La ciudad logró una notable expansión desde la segunda mitad del mil setecientos. Las calles aún eran de tierra con pequeñas banquetas de piedra, con ventanales tan altos como las puertas, éstas hechas de madera. Algunas entradas se decoraron con columnas falsas y en algunos casos se usaron arcos corridos, especialmente en patios interiores y, aquellas casas que tenían un segundo piso tenían balconcillos. La corriente artística dominante era el barroco, proveniente del sur del Virreinato y a su vez de España. Un ejemplo conservado se expresa en la fachada de la actual Catedral de Monterrey, de principios del siglo XVIII. La renovación y conversión de la antigua Iglesia Mayor en la Catedral de Monterrey se decidió en una junta del Ayuntamiento del año 1705. Esto se debió a que, junto a la construcción del Palacio de El Obispado a finales del mismo siglo, en Monterrey se reafirmó así la independencia religiosa de la Arquidiócesis de Guadalajara.
A pesar de los cambios urbanísticos por lo que estaba pasando la ciudad, la primera mitad del siglo XVIII fue más bien un periodo de caída demográfica. Monterrey pasó de tener una población notable de miles a ser apenas unos cientos durante esos años. Esto se debió a la migración que estaba dándose hacia el norte de la Nueva España (hoy Texas y Arizona) o en su defecto, a las ricas ciudades del sur. Fue hasta finales del siglo XVIII cuando el crecimiento demográfico logró estabilizarse y empezó un crecimiento. Y aunque al inicio de siglo se habían empezado las mejoras en la Catedral, fue hasta 1791 cuando se dio por terminada la construcción de la torre más alta (mas no el campanario actual ni el reloj, puestos hasta principios del siglo XX) y de los otros cambios que se hicieron. Aunque continuaron muchas otras intervenciones a lo largo de su historia.
El siglo XIX fue una época de expansión para Monterrey. Tras la Independencia de México (1810-1821) había continuado un notable crecimiento. La producción de pieles de Monterrey fue uno de los motores económicos instalados en el Barrio Antiguo. Hoy en día una sección del Barrio Antiguo conserva el nombre de "Barrio de Tenería", donde se curtían pieles.
A principios del siglo XIX Monterrey contaba con varios fortines dentro de lo que hoy es Barrio Antiguo. Uno de los más destacados era llamado el Fortín de la Tenería (ubicado alguna vez entre las actuales calles Héroes del 47 y Washington) y otros de menor tamaño fueron el "Rincón del Diablo" y otro nombrado "Fortín Puente de la Purísima" (cada uno ubicado en un barrio con el mismo nombre, alguna vez en los límites orientales de la ciudad del momento). El sistema defensivo de Monterrey se había fortalecido debido a la necesidad de la repeler las incursiones Apaches, que desde el norte se aventuraban por todo el territorio del noreste de México. Cabe mencionar respecto al tema relacionado con las construcciones efectuadas durante la primera mitad del siglo XIX, en 1830 se mandó erigir por una aristócrata regia la llamada Capilla de los Dulces Nombres en el Barrio Antiguo. Dicho edificio tuvo una historia singular, construido con una arquitectura de corrientes artísticas españolas (franciscanas) y columnas toscanas, conservándose aún hoy, a pesar de que en ocasiones se pretendió demolerlo con el resto de los edificios antiguos destruidos en los años ochenta del siglo XX. 
La fecha que puso a Monterrey en el mapa internacional fue en el mes de septiembre del año 1846. La Guerra de Intervención estadounidense en México estalló (evento ocurrido entre 1846-1848). Tras rotas las líneas de defensa del norte, Monterrey fue el siguiente objetivo. El evento ocurrido es llamado por la historia como la batalla de Monterrey. Fue un conflicto que duró tres días de septiembre, las tropas mexicanas al mando del General Pedro Ampudia defendieron la ciudad de las tropas estadounidenses. La batalla más encarnecida se dio en las propias calles del Barrio Antiguo. La defensa según se describe el combate, fue desesperada pero enérgica; los mexicanos se defendieron desde los techos de las casas, las ventanas y puertas, de donde los mosquetes dispararon humo, fuego y plomo sobre los invasores. 

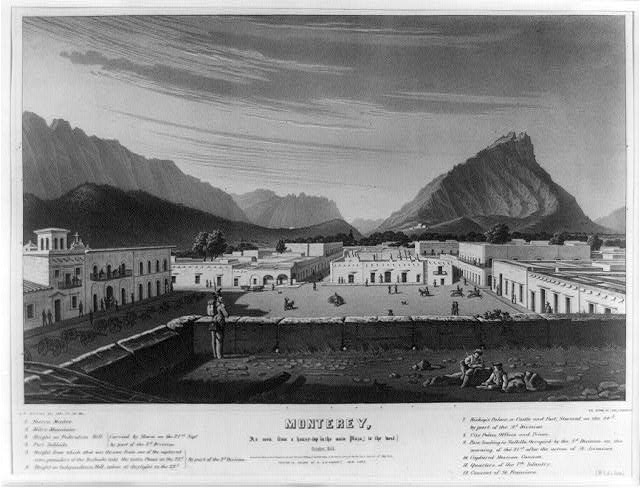
Litografía hecha por los estadounidenses que muestra la apariencia de la Plaza de Armas durante la ocupación en 1846. Visto desde la Catedral, se pueden ver al frente a la diestra la "Casona Real"(o Ayuntamiento antiguo) y a la izquierda se alcanza a apreciar sobresaliendo la torre del Convento de San Andrés.

Durante la ocupación estadounidense que duró cerca de un año, las casonas del siglo XVIII y principios del siglo XIX de las familias regias más notables sirvieron de vivienda para los oficiales estadounidenses de más alto rango, como fue para el caso del General Zachary Taylor (quien tomó la ciudad e hizo rendir a Pedro Ampudia), pues vivió en la hoy llamada  "Casona de Santa Lucía" (actual restaurante y salón de eventos). La ciudad de Monterrey fue descrita y dibujada por los estadounidenses como "una ciudad de arcos, muchas plazas, balcones e iglesias antiguas". Algunos de los soldados estadounidenses dejaron diferentes representaciones artísticas de la ciudad, desde pinturas de la batalla hasta la apariencia urbana que atestiguaron esos años.
Paradójicamente el tratado de Guadalupe-Hidalgo de 1848, con el que México entregaba y vendía por una muy módica cantidad la mitad de su territorio, fue una ventaja estratégica desde el punto de vista económico para Monterrey. El acercamiento de la frontera con Estados Unidos (además de la huida de algunos de los mexicanos de los territorios del norte a Monterrey) sentó las bases para el avance de la que sería tiempo después apodada como la "capital industrial de México".
Gran parte del siglo XIX estuvo caracterizado por turbulencias políticas en México. Fue un periodo de conflicto entre liberales y conservadores, centralistas y federalistas, de intervenciones extranjeras, la implantación de un Segundo Imperio mexicano (periodo en el cual, Monterrey fue la capital del bando republicano de México, entre abril y agosto de 1864), hasta que se consiguió una relativa estabilidad política con la consumación del Porfiriato a finales del siglo. Esto también repercutió en el aspecto urbano de Monterrey. La ciudad mantuvo una cara similar a lo largo de los 1800, hasta que con las reformas que implicaron el periodo del Porfiriato se cambió la cara urbana del Barrio Antiguo.

### SigloXX-"Porfiriato, Revolución y Olvido"
Debido a los cambios propiciados en la época del Porfiriato (1876-1911), México pasó por un proceso de industrialización. Nuevo León tuvo un notable crecimiento, especialmente durante la última década del siglo XIX, cuando en el cargo de gobernador del Estado estaba Bernardo Reyes. Su gobierno se caracterizó por haber sido un periodo de progreso industrial para la ciudad. En el Barrio Antiguo (que hasta entonces cubría mayor superficie) se empezó en 1895 por orden de Bernardo Reyes la construcción del nuevo Palacio de Gobierno, terminado en 1908, el cual actualmente continúa siendo la sede del poder estatal oficial, compartiendo espacio con el Museo del Palacio. Dicho palacio es un ejemplo de clásica "arquitectura porfiriana", influida por la arquitectura neoclásica al modo francés, predominante en muchas partes del Mundo esa época. Fue en esa época cuando se instaló el alumbrado eléctrico público (de esos años provienen las icónicas farolas del Barrio Antiguo) y además, se empedraron las calles por primera vez. El Barrio Antiguo desde el inicio del siglo XX sufrió un paulatino declive económico, pues la industria se instaló en otras zonas periféricas de la ciudad. Fueron los años en que se construyeron la Estación de Ferrocarriles del Norte, la productora Cervecería Cuauhtémoc y la Industria de Fundidora de Fierro y Acero de Monterrey. El Barrio Antiguo poco a poco se vio despoblado, pero no perdió cierta preeminencia, pues se continuaron construyendo muchas casas de estilo porfiriano y de otros estilos arquitectónicos hasta mediados de siglo. 
La Revolución mexicana (1910-1920) fue un periodo de cambios para México, pues concluyó con el cambio de régimen y la instauración en las siguientes décadas del sistema constitucional que hasta hoy rige. El Barrio Antiguo continuó siendo donde se construían los edificios más destacados, por ejemplo se construyó el "Casino Monterrey" a un lado de la Catedral y el "Gran Hotel Ancira" (donde fue recibido Pancho Villa, que según se cuenta "entró al hotel montando su caballo") en una de las esquinas de la actual Plaza Hidalgo.
Poco a poco el Barrio Antiguo entre los años 1930-1960 aunque nunca perdió su importancia como sede política e histórica de Monterrey, empezó a poco a poco quedarse despoblado, debido al desarrollo industrial y urbano que estaba ocurriendo en los municipios colindantes. Sus calles son un vestigio de la arquitectura mixta, de estilos de origen hispánico con elementos surgidos en la región, mezclados con corrientes francesas vía la arquitectura porfiriana. Son característicos los colores amarillo, ocre y salmón de las casas del Barrio antiguo y de toda la arquitectura del Noreste de México.
En los años ochenta el Barrio Antiguo cambió radicalmente, en lo que a su extensión se refiere. Hasta entonces la Plaza de Armas (hoy Plaza Zaragoza) era un rectángulo cerrado por las casonas del Barrio Antiguo, sin embargo en 1984 el gobierno tomó la resolución de abrir una gran Plaza, que conectara el nuevo Palacio de Gobierno con la Catedral y los otros edificios. Se derrumbó más de la mitad del casco histórico original, para en su lugar abrir la hoy llamada Macroplaza, considerada la quinta plaza más extensa del Mundo. Los únicos edificios que se mantuvieron en pie de la plaza original fueron el actual Museo Metropolitano de Monterrey (antiguo Ayuntamiento) y la Catedral. También se construyó el Palacio Municipal de Monterrey (frente a la Plaza Zaragoza). Y poco después se levantó el Museo de Historia Mexicana en 1994 (construido sobre donde se piensa estuvieron los Ojos de Santa Lucía naturales, a un lado del Barrio de la Purísima), ampliando así la Plaza a la superficie que cubre hoy.

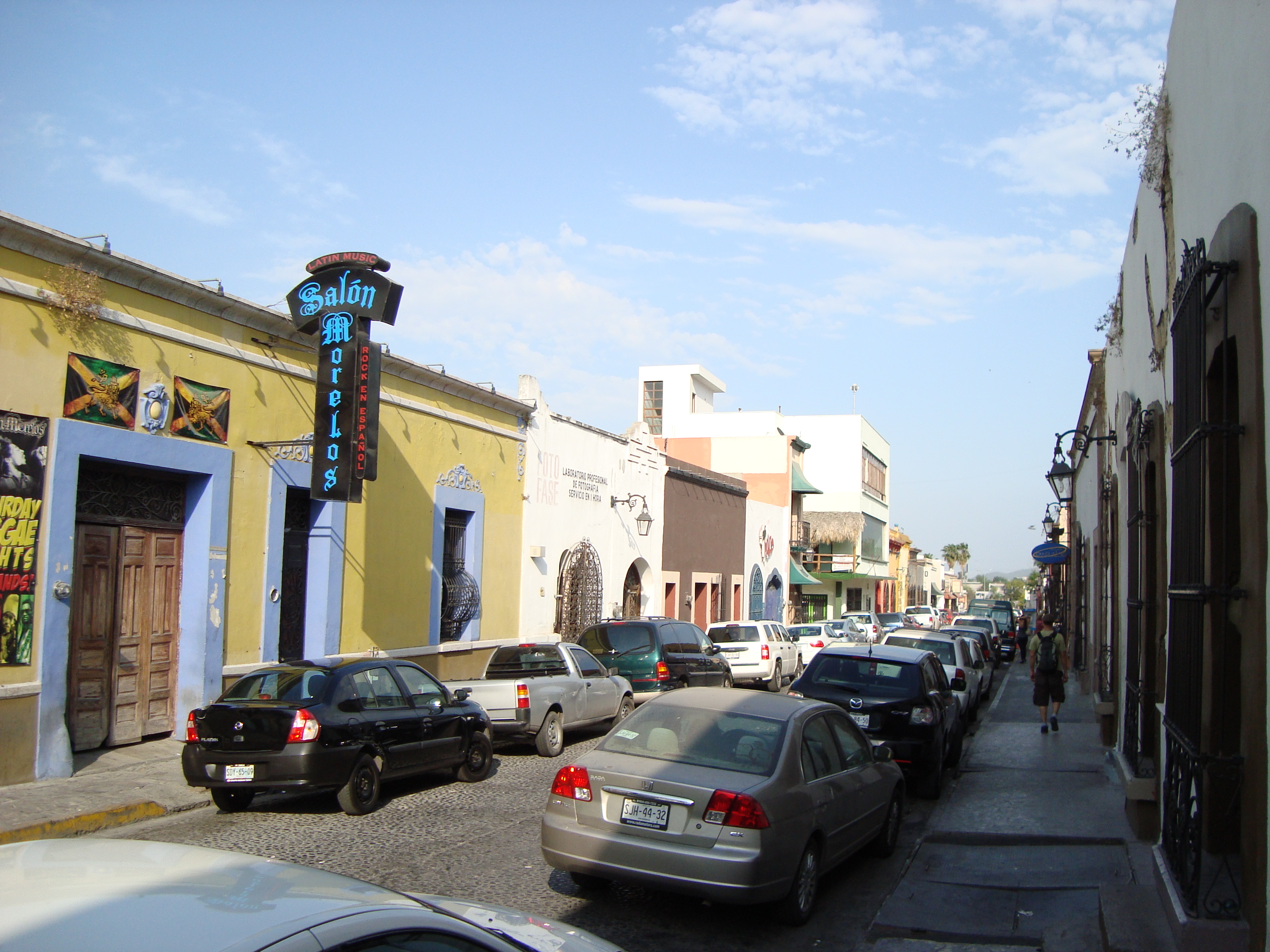
Apariencia actual de una de las calles del Barrio Antiguo.

Debido al parcial abandono del Barrio Antiguo desde la última década del siglo pasado el gobierno ha intentado rescatar el centro de la ciudad, promoviendo diferentes cambios allí. Un ejemplo fue la creación del Callejón Cultural o Corredor del Arte (sobre la calle Mina) del Barrio Antiguo, que desde 1992 hasta la fecha tiene lugar los domingos y promueve la venta de artesanías, libros y antigüedades, espectáculos de música y otras actividades culturales. Un año después se hicieron otros cambios, con el interés de promover la economía y el movimiento social, se permitió la entrada de los sitios de esparcimiento nocturnos, que conllevaron un cambio en la dinámica social. Los daños hechos por el vandalismo, el desinterés histórico y más recientemente, el crimen organizado, han deteriorado la apariencia del centro histórico regiomontano. A diferencia de lo que ocurre en otras partes de México, en la ciudad de Monterrey el centro de la ciudad decreció en detrimento de las periferias, cuyas calles fueron diseñadas poniendo como prioridad al automóvil, antes que al peatón.

### Historia Reciente

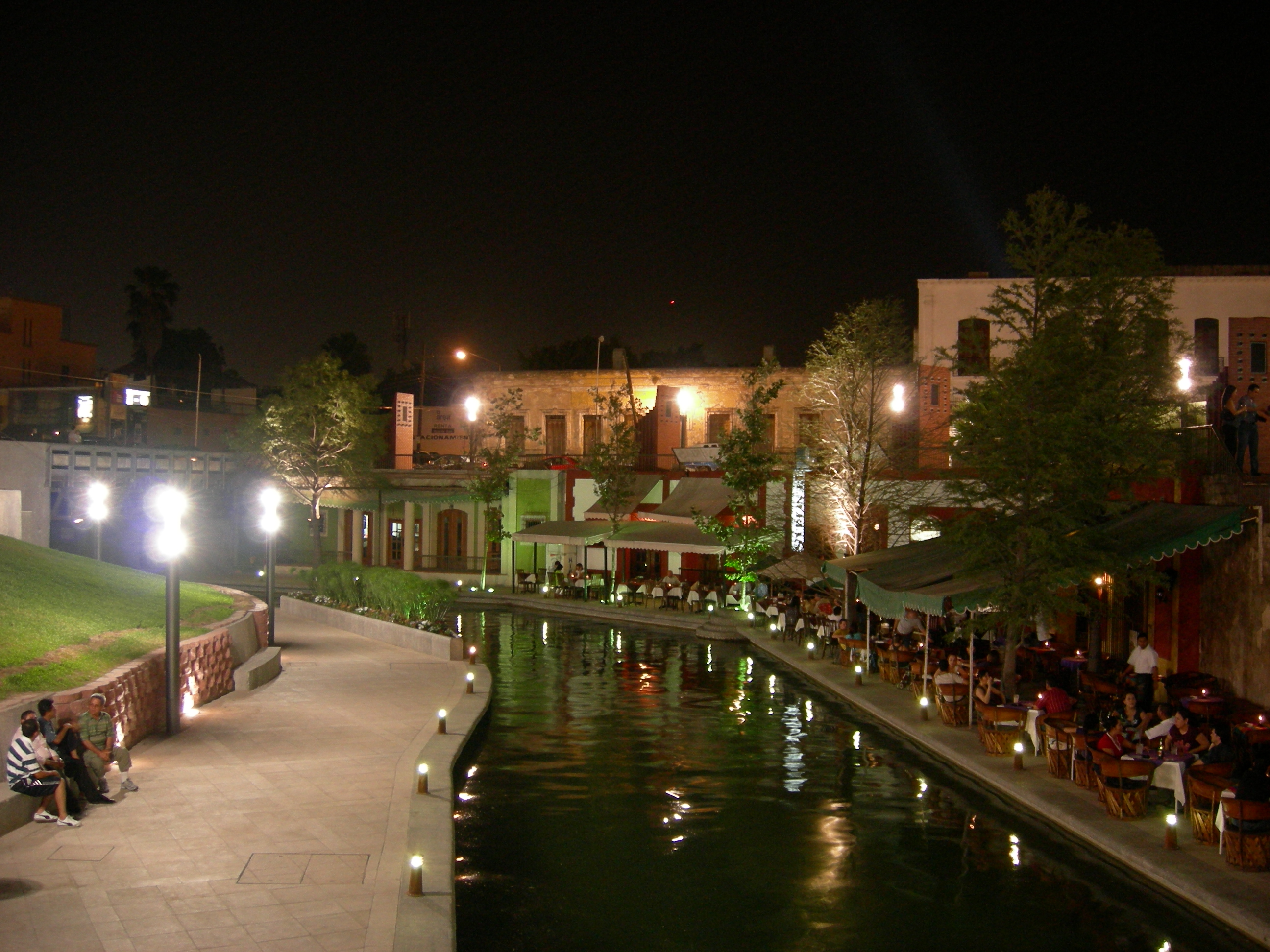
Paseo Santa Lucía

Durante los primeros años de este siglo se mantuvo el Barrio como lo había estado desde la anterior década. Aunque en sus alrededores hubo ciertos cambios significativos, desde los puntos de vista cultural y turístico. En el 2006 fue inaugurado el Museo del Palacio de Gobierno (dentro del Palacio de Gobierno) y al año siguiente se abrió el Paseo Santa Lucía, diseñado como un corredor peatonal inspirado por el Riverwalk de San Antonio (Texas), conecta al recientemente abierto al público Parque Fundidora y a la Macroplaza, vía el Museo de Historia Mexicana, a un lado del Barrio Antiguo. También se inauguró el Museo del Noreste (abreviado como MUNE) en 2007, cuyo recorrido expone, en orden cronológico invertido, la historia de Monterrey.
Desde el 2010 debido al aumento de la inseguridad que azotaba a la ciudad de Monterrey por los conflictos ocasionados por crimen organizado, dentro del marco de la denominada como Guerra contra el narcotráfico en México, la actividad nocturna que existía en el Barrio Antiguo ha disminuido enormemente. 
En 2013 el Gobierno del Estado y el Municipio de Monterrey anunciaron un plan de rescate del Barrio Antiguo, que consiste esta vez en apreciar el valor del patrimonio del centro histórico de la ciudad, con la intención de cerrar total o parcialmente algunas calles, restaurar fachadas, recobrar su valor arquitectónico en su conjunto y así hacer del Barrio Antiguo, un espacio artístico, cultural y turístico. Debido al crecimiento de la ciudad y los cambios de planteamiento que se han tenido en el Mundo sobre cómo preservar el patrimonio histórico, el desarrollo sustentable y el creciente interés por regresar las calles al transeúnte en Monterrey se han iniciado algunos proyectos urbanos que consideran estas cuestiones. Uno de estos proyectos considera la apertura de una estación de metro en el Barrio Antiguo, como parte de la línea 3 de Metrorrey. También se han empezado a cerrar parcialmente ciertas calles al automóvil, como ya ocurrió con la calle Morelos, con la intención de promover la creación de corredores peatonales que incentiven la cultura y el comercio. Con ello el Barrio Antiguo está pasando ahora por un proceso de restauración e incorporación, que hasta la fecha continua.

#### Café Iguana
Café Iguana ubicado en el Barrio Antiguo abrió sus puertas el 9 de mayo de 1991, inició con eventos de arte y cultura, pero en la actualidad es un recinto donde ocurren conciertos en vivo de música alternativa. 
Arquitectónicamente se define como una construcción colonial, con grandes puertas, marcos de madera y muros gruesos que llegan a los 60 centímetros, la historia que alberga es fuerte. Todo esto es característico de las construcciones en Barrio Antiguo, ya que forman parte de los inicios de la ciudad de Monterrey.
Dentro de los años de inseguridad de Monterrey, ocurrió un acontecimiento que marcaría la vida y la historia del Barrio Antiguo dentro del Café Iguana, una pareja de jóvenes permanece junto a la ventana principal del Café Iguana. Entre la plática y la cerveza, se besan y se ríen. De pronto advierten la llegada intempestiva de una camioneta por la calle Diego de Montemayor. De su interior se bajan cuatro hombres. Tres llevan armas cortas y uno carga un cuerno de chivo. Todo sucede muy rápido: el comando desata un tiroteo en la entrada del bar. “Fue un ruido impresionante”, recuerda Tess, la joven que estaba con su novio en la ventana. Lo que a ella le pareció una balacera eterna, duró menos de cinco minutos, de acuerdo con otros testimonios.
Se trató de una ráfaga de plomo en la entrada principal, donde se hallaban los encargados de seguridad, Pablo César Martínez y Fermín Gerardo Sánchez, más conocidos como Pablote y El Enano por los asiduos del epicentro del rock en Monterrey.
La música de fondo de la sala principal siguió sonando durante un par de minutos, en los que la mayoría de los asistentes se tiraron al piso, entre la oscuridad y una nube de polvo y pólvora que dejó la balacera en la que fallecieron Pablote y el Enano.
A principios de 2013, pintaron de nuevo la fachada verde olivo del Café Iguana. Pero aún no han sido resanados los 42 impactos de bala que permanecen allí desde la noche del 22 de mayo de 2011, cuando ocurrió el ataque que ocasionó el cierre del lugar.
La decoración interior del Café Iguana consistía en máscaras autóctonas africanas y mexicanas dispuestas a lo largo de los muros. Un acuario, un Cristo de más de un metro de largo, mesas con pedazos de azulejos de colores, y el azul y rojo de las paredes creando formas tribales, eran también parte distintiva del lugar. El Café Iguana fue un importante foro para la música en vivo en el que se presentaron muchas bandas alternativas. También se dio ahí la primera presentación en México de Brujería; dj’s como Psychotic Micro, Menog y Protoculture y una lista kilométrica de artistas del mismo calibre se presentaron en este lugar, en el cual estuvo incluso Shakira, quien lo rentó para celebrar una fiesta privada durante una gira. En gran medida, junto con algunos otros foros que cerraron sus puertas poco tiempo después, el recinto de la calle Diego de Montemayor fue el corazón del rock en Monterrey.
El Café Iguana –explica Xardiel Padilla, director de La Rocka, el periódico roquero local por excelencia– fue el símbolo del auge de este género en Monterrey. Su cierre provocó que las tocadas se fueran esparciendo y adaptando en otros lugares más seguros y “sordeados” como patios, cantinas, casas, escuelas y bares de otros municipios.
Durante sus 20 años de existencia, el Café Iguana, situado en el número 927 de la calle Diego de Montemayor, albergó a más de 200 trabajadores.
Lo que no se tiene contemplado remozar son los balazos de la fachada, porque son un símbolo de lo que vivió la ciudad. Cuando reabra el Café Iguana, los 42 impactos incrustados en la pared verde olivo y en su marco, serán un símbolo doloroso del renacer de El Barrio Antiguo, y de que el rock tampoco ha muerto en Monterrey.
La Chavela Barrio Antiguo
La "chavelita" como es conocida en Monterrey tiene una historia que se divide en 2 etapas, en la primera formó parte del conjunto de discotecas ubicadas dentro del zócalo ubicado en la calle Padre Mier entre las calle Mina y Naranjo, registró un cierre durante la etapa difícil del crimen organizado en Monterrey (2008 - 2012) , posteriormente vivió una resurrección siendo la familia Alvarado Corona dueña de la empresa AC ENTERTAIMENT quienes volvieron a ponerla dentro de los mejores lugares para el esparcimiento , diversión y entretenimiento en Monterrey.
Cuenta con servicio de cocina, con una amplia oferta gastronómica, además de las mejores promociones en cerveza y bebidas nacionales e internacionales.
Continúa en operación en la calle Padre mier 831 ote, entre Dr Coss y Diego de Montemayor.